# 風鳴器
風鳴器（英語：Wind Machine）是一款特殊的敲擊樂器，最先用於戲劇內以表達強風的聲音，後來開始用於劇場音樂內，二十世紀時開始放進古典音樂的曲目內，德國作曲家理察·史特勞斯的《阿爾卑斯交響曲》中的「暴風雨」選段採用了風鳴器和雷鳴器，被視為採用這些特殊聲音效果的代表作品。

## 操作原理
風鳴器在霍恩博斯特爾-薩克斯分類法中歸入體鳴樂器類別。它的主要構成部份是一個以木板和木條所砌成的中空圓筒，圓筒的直徑約為75-80公分，圓筒的長度則沒有固定，通常都和圓周相約或稍短。其中一面圓形的中央裝上了手把，圓筒以橫向方式置在架上，並以一塊帆布把大部份的筒身幅蓋着。樂手利用手把轉動圓筒時，圓筒的木條和帆布因摩擦而發出類近風的聲音。圓筒的轉速，可以直接影響聲音的音量，亦可改變幅蓋圓筒的物料（如使用絲綢）、厚薄、鬆緊去改變風的聲量。但是，一般狀況下，蓋布通常一早已經固定在架上，並不是很隨意地便可以更換和調緊。

## 應用
風鳴器在以下的作品中有所應用：
- 拉摩：《北方人（英语：Les Boréades）》
- 羅西尼：《西維爾的理髮師》
- 華格納：《漂泊的荷蘭人》
- 浦契尼：《西部女郎（英语：La Fanciulla del West）》
- 理察·史特勞斯：《唐吉訶德（英语：Don Quixote）》、《阿爾卑斯交響曲》、《約瑟夫傳奇（英语：Josephslegende）》、《埃及的海倫（英语：Die ägyptische Helena）》、《沒有影子的女人（英语：Die Frau ohne Schatten）》
- 艾爾加：《星光列車（英语：The Starlight Express）》
- 拉威爾：《達夫尼與克羅伊》、《孩童與魔法（英语：L'enfant et les sortilèges）》、《夜之幽靈》（管絃樂版本）
- 胡柏茲（英语：Gottfried Huppertz）：《灰屋歷代誌（英语：Chronicles of the Gray House）》
- 梅湘：《星辰峽谷（英语：Des canyons aux étoiles…）》、《聖方濟各亞西西（英语：Saint François d'Assise）》、《遠方的閃光（英语：Éclairs sur l'au-delà…）》
- 荀白克：《雅各的天梯（英语：Die Jakobsleiter）》
- 米堯：《獻酒使者》（Les choëphores）
- 布烈頓：《挪亞方舟》
- 利格特：《末日啟示（英语：Le Grand Macabre）》
- 佛漢·威廉士：《南極交響曲》
- 葛羅菲（英语：Ferde Grofé）：《大峽谷組曲》
- 高史密夫：《藍徽特攻隊》
- 史帕克：《蒼穹音畫》（Music of the Spheres）
- 法佐・塞伊（英语：Fazıl Say）：《第3號交響曲（英语：Symphony No 3 Universe）》（宇宙）
- 狄伯特：《第4號交響曲（英语：Symphony No. 4 (Tippett)）》